# مایتو سانتوس
مایتو سانتوس (انگلیسی: Maito Santos؛ زادهٔ ۲۸ نوامبر ۱۹۹۲) بازیکن فوتبال اهل ژاپن است.
از باشگاه‌هایی که در آن بازی کرده‌است می‌توان به باشگاه فوتبال توکیو وردی اشاره کرد.